# Kyōko (Vorname)
Kyōko oder Kyoko ist ein Vorname.

## Herkunft und Bedeutung
Kyōko ist ein weiblicher Name. Er stammt aus Japan.
Er kann zahlreiche Bedeutungen haben. Er wird gebildet aus den drei Kanjis 今 (ima) (jetzt), 日 (hi, ni, bi) (Tag) – zusammen bedeuten sie heute – und 子 (ko) (Kind).
Nach einer anderen Quelle bedeutet der Name Spiegel.

## Bekannte Namensträgerinnen
- Kyōko Fukada (* 1982), japanische Schauspielerin, Sängerin und Fotomodell
- Kyōko Ina (* 1972), japanisch-amerikanische Eiskunstläuferin
- Kyōko Iwasaki (* 1978), japanische Schwimmerin
- Kyōko Nagatsuka (* 1974), japanische Tennisspielerin
- Kyōko Nakayama (* 1940), japanische Politikerin
- Kyōko Okazaki (* 1963), japanische Manga-Zeichnerin
- Kyōko Sasage (* 1969), japanische Badmintonspielerin
- Kyōko Yamauchi (* 1972), japanische Biathletin
- Kyōko Yano (* 1984), japanische Fußballspielerin